# Daitingichthys
Genre
Daitingichthys est un genre fossile de poissons osseux de l’ordre des Clupeiformes qui vivaient au début du Toarcien.

## Liste des espèces
Selon GBIF (4 juillet 2025) :
- Daitingichthys tischlingeri Arratia, 1987

Pour Paleobiology Database ce genre n'est représenté par aucun taxon.

## Systématique
Le nom valide complet (avec auteur) de ce taxon est Daitingichthys Arratia (d), 1987.